# Valentina Acosta
Valentina Acosta (Cali, Valle del Cauca, 23 de julio de 1982) es una actriz, modelo y presentadora de televisión colombiana. Es hermana menor de la también actriz colombo-española Juana Acosta y excuñada del actor argentino-español Ernesto Alterio.

## Biografía
Inició su carrera siendo una modelo en el año 1997 en Cali, Colombia. Luego sin terminar aún su bachillerato francés (lycée Français Paul Valéry de Cali), incursionó en la televisión en 1998 como presentadora en un programa musical, de variedades y farándula llamado Los ángeles de la Mega. Dos años más tarde incursionó como actriz de televisión en la teleserie Francisco el Matemático del canal RCN.
En 2002 hace un papel de reparto en la serie Un ángel llamado Azul. En 2003 retorna a la presentación en el programa musical El Videódromo de City TV. En el año 2004 retoma la actuación en el papel de una prostituta prepago llamada Tatiana en la telenovela Lorena, atado a tu recuerdo, pero en 2005 graba su primer protagónico de telenovela y debuta en 2006 con la telenovela Merlina, mujer divina. Realizó también papeles antagónicos y otros tantos más.
En 2010 retoma la presentación de televisión para la producción de la compañía Veluria Producciones y el desaparecido canal de moda FTV Latinoamérica, llamado FTV Mag Colombia, y a su vez protagonizó la primera temporada de la serie del canal RCN llamada A mano limpia. En 2012 debuta en el cine pero sin éxito en la película colombiana Carrusel basada en los hechos del robo o desfalco al erario de la ciudad de Bogotá pero convertida en una recreación satírica de estos sucesos, en ese mismo año y paralelamente realizó también el rodaje de la segunda temporada de la serie del canal RCN llamada A mano limpia.
En 2014 comienza a grabar la super serie de Telemundo -Señora Acero dando vida a una Colombiana indocumentada en México llamada Miriam Godoy la cual trabaja en una peluquería para poder mandarle dinero a su hijo Pepito. La serie se estrenó el 23 de septiembre de 2014 con altos índices de audiencia en EE.UU, razón por la cual Telemundo decide realizar una segunda temporada de Señora Acero, la cual fue estrenada el 22 de septiembre de 2015, donde vuelve a dar vida a Miriam.
En 2016, vuelve a Colombia para hacer una participación estelar en Azúcar producción del canal RCN Televisión y meses después retorna a México para participar en la serie Perseguidos e interpretar a Connie en Imagen Televisión.
En 2017 participó en El Chapo en el papel de Alejandra en las cadenas de televisión Netflix / Univisión y una serie mexicana Érase una vez producción de Blim y Televisa.
En 2018 participó en Enemigo íntimo producción de Telemundo / Argos Comunicación interpretando a la Teniente Olivia Reyes. Reside en la Ciudad de México.

## Estudios
- 2016 - Taller para profesionales / Juan Carlos Corazza
- 2016 - Taller de cine Menos es más / Juan Pablo Félix
- 2013 – Taller para profesionales / Juan Carlos Corazza | Taller creación de personaje / Ella Becerra
- 2012 – Taller de actuación / Raquel Pérez / Madrid
- 2011 – Entrenamiento Suzuki / Ernesto Martínez
- 2009 – Taller de actuación / Augusto Fernández / Madrid | Taller de actuación / Raquel Pérez / Madrid | Taller de actuación / Fernando Piernas / Madrid
- 2007 – Taller de actuación / Nicolás Deletoille | Entrenamiento Suzuki / Ernesto Martínez
- 2006 - Taller de actuación / Mauricio Savignone | Laboratorio de Montaje / Mauricio Savignone
- 2001 – 2004 - Estudio internacional del actor / Juan Carlos Corazza
- 2001 – 2003 - Estudio 3, Expresión corporal y danza contemporánea / España
- EF Internacional Language School / Londres
- Lycée Français Paul Valery de Cali / Louis Pasteur

## Filmografía

### Televisión
| Año       | Título                                | Personaje                     | Rol                    | Cadena             |
| --------- | ------------------------------------- | ----------------------------- | ---------------------- | ------------------ |
| 2024      | Accidente                             | Brenda                        | Protagonista           | Netflix            |
| 2024      | Consuelo                              | Lucrecia                      | Reparto                | Vix                |
| 2019      | La muchacha que limpia                |                               | Participación especial | HBO                |
| 2019      | Tijuana                               |                               | Participación especial | Netflix            |
| 2018      | Enemigo íntimo                        | Teniente Olivia Reyes         | Reparto                | Telemundo          |
| 2017      | El Chapo                              | Alejandra                     | Reparto                | Univisión          |
| 2017      | Érase una vez                         | Noemi                         | Reparto                | Blim               |
| 2016-2017 | Perseguidos                           | Connie                        | Participación Estelar  | Imagen Televisión  |
| 2016      | Azúcar                                | Matilde de Solaz              | Participación Estelar  | Canal RCN          |
| 2014-2015 | Señora Acero                          | Miriam Godoy                  | Reparto                | Telemundo          |
| 2010-2013 | A mano limpia                         | Silvia Pizarro                | Protagonista           | Canal RCN          |
| 2010      | A corazón abierto                     |                               | Participación Especial | Canal RCN          |
| 2010      | Los caballeros las prefieren brutas   | Luna                          | Reparto                | Caracol Televisión |
| 2009      | Regreso a la Guaca                    | Herlinda                      | Reparto                | Canal RCN          |
| 2008      | La dama de Troya                      | Nena Fontalvo                 | Antagonista Principal  | Canal RCN          |
| 2008      | Sin retorno                           | Lucía cap "Una vida distinta" | Protagonista           | Canal RCN          |
| 2008      | Mujeres asesinas                      | "Andrea, la rumbera"          | Protagonista           | Canal RCN          |
| 2008      | La sucursal del cielo                 | Soledad                       | Protagonista           | Caracol Televisión |
| 2007-2008 | Amas de casa desesperadas             | Lucía Quiñónez                | Reparto                | Canal RCN          |
| 2007      | El Zorro: la espada y la rosa         | Selenia                       | Reparto                | Telemundo          |
| 2007      | Decisiones                            | Varios personajes             | Reparto                | Telemundo          |
| 2006      | Merlina, mujer divina                 | Merlina González              | Protagonista           | Canal RCN          |
| 2005-2006 | Lorena                                | Tatiana                       | Reparto                | Canal RCN          |
| 2004-2005 | Luna, la heredera                     | Alicia                        | Reparto                | Caracol Televisión |
| 2003-2004 | Un ángel llamado Azul                 | Flora                         | Reparto                | Canal RCN          |
| 2001      | Historia de hombres solo para mujeres | Karina                        | Reparto                | Caracol Televisión |
| 2001      | Se armó la gorda                      | Karina Santos                 | Reparto                | Caracol Televisión |
| 2000      | Francisco el Matemático               | Alejandra                     | Reparto                | Canal RCN          |

### Cine
| Año  | Título                   | Personaje | Empresa Productora |
| ---- | ------------------------ | --------- | ------------------ |
| 2024 | Del otro lado del jardín |           |                    |
| 2016 | Pablo                    | Alma      | Sebastián eslava   |
| 2012 | Carrusel                 | Catalina  | Paradigma Films    |

### Presentadora
| Año  | Título                 | Cadena     |
| ---- | ---------------------- | ---------- |
| 2010 | FTV Mag Colombia       | Fashion TV |
| 2002 | El Videódromo          | Citytv     |
| 1998 | Los ángeles de la Mega | Canal RCN  |

### Teatro
| Año       | Título                                          | Lugar           |
| --------- | ----------------------------------------------- | --------------- |
| 2014      | La forma de las cosas                           | Teatro Nacional |
| 2013-2014 | No se si cortarme las venas o dejarmelas largas | Teatro Nacional |

## Premios y nominaciones

### Premios TVyNovelas
| Año  | Categoría                              | Telenovela o Serie | Resultado |
| ---- | -------------------------------------- | ------------------ | --------- |
| 2011 | Mejor actriz protagónica de telenovela | A mano limpia      | Nominada  |

### Premios India Catalina
| Año  | Categoría                                     | Telenovela o Serie    | Resultado |
| ---- | --------------------------------------------- | --------------------- | --------- |
| 2012 | Mejor actriz protagónica de serie o miniserie | A mano limpia         | Nominada  |
| 2007 | Mejor actriz protagónica                      | Merlina, mujer divina | Nominada  |